# Andrea Sala
Andrea Sala (Gallarate, 27 dicembre 1978) è un ex pallavolista italiano. 
Giocava nel ruolo di centrale.

## Carriera
Iniziò la sua carriera nel 1997, in serie B2 con il Pavic Romagnano Sesia, dove rimase per tre stagioni. Nel 2000 iniziò il suo lungo rapporto con il Trentino: giocò per una stagione a Molveno in Serie B1, nelle file della squadra locale. L'anno successivo avvenne il salto nella massima divisione nazionale: venne ingaggiato dalla Trentino Volley, squadra al suo secondo anno in Serie A1. In maglia trentina giocò per due stagioni, prima di trasferirsi in Piemonte, precisamente alla Noicom Brebanca Cuneo.
Dopo solo un anno si trasferì dall'altra parte della penisola, alla Tonno Callipo Vibo Valentia, mentre l'anno successivo iniziò la sua avventura nell'Acqua Paradiso Gabeca Montichiari. A Montichiari giocò per quattro stagioni, diventando una delle personalità più rappresentative. Durante la sua permanenza montelcarense giunse la prima convocazione in Nazionale, datata febbraio 2007. Diventò titolare inamovibile sotto la gestione di Andrea Anastasi.
Nell'estate 2009 si rese protagonista di una delle telenovele del mercato, quando venne dichiarato cedibile dalla dirigenza bresciana, incappata in difficoltà economiche. Ben presto si palesò l'interesse da parte della sua ex squadra, la Trentino Volley, che però incontrò delle difficoltà a causa del divario economico tra domanda e offerta. Dopo diverse settimane di trattative fu trovato l'accordo, e il passaggio venne ufficializzato dalla società trentina il 16 luglio 2009, dopo il ritorno del giocatore dagli Stati Uniti, dove era impegnato con la maglia azzurra per la World League 2009.
Nella storia della Trentino Volley Andrea Sala rappresentò il primo giocatore a fare ritorno in maglia bianco-rossa. Mai nessuno, prima di lui, era tornato all'ombra del Bondone dopo essersene andato. Dopo pochi mesi dal ritorno a Trento vinse il suo primo trofeo, la Coppa del Mondo per club, seguito poco tempo dopo dalla Coppa Italia; il 2 maggio 2010 si aggiunse al suo palmarès anche la Champions League. Nel 2011 conquistò la tripletta, vincendo il suo primo scudetto, dopo aver bissato i trionfi europei e mondiali.
Il 21 giugno 2011 venne ufficializzato il suo passaggio alla Pallavolo Modena, divenuta poi dalla stagione 2013-14 Modena Volley, con cui vince la Coppa Italia 2014-15.
Nell'annata 2015-16 viene ingaggiato dal Volley Milano, sempre in Serie A1: al termine del campionato si ritira dai massimi campionati nazionali. Conclude la carriera presso la storica società geminiana Villa d'Oro Pallavolo.

## Palmarès
- Campionato italiano: 1

2010-11
- Coppa Italia: 2

2009-10, 2014-15
- Campionato mondiale per club: 2

2009, 2010
- Champions League: 2

2009-10, 2010-11